# Pieni-Hakojärvi
Pieni-Hakojärvi är en sjö i kommunen Kuhmo i landskapet Kajanaland i Finland. Den är 5,5 meter djup. Arean är 39 hektar och strandlinjen är 5,57 kilometer lång. Sjön  ingår i Uleälvens huvudavrinningsområde.   Den ligger omkring 120 kilometer öster om Kajana och omkring 490 kilometer nordöst om Helsingfors. 